# Edward J. Lynch
Edward J. Lynch (* 1. Juni 1860 im Franklin County, US-Bundesstaat New York; † 24. November 1912 bei Sacramento, Kalifornien) war ein US-amerikanischer Politiker. Er gehörte der Republikanischen Partei an.
Geboren an der US-Ostküste kam Lynch 1879 nach Kalifornien. Er bewirtschaftete eine Farm südöstlich von Sacramento. 1904 wurde er in die California State Assembly (Wahldistrikt 19) gewählt, zwei Jahre später gelang ihm die Wiederwahl. Ein weiteres Mal kandidierte Lynch im November 1910 für das Abgeordnetenhaus – den 19. Distrikt hatte in der Zwischenzeit Lynchs Parteifreund William W. Greer vertreten – und wurde mit 51,5 % der Stimmen wiedergewählt.
1911 war Edward Lynch einer von 17 Abgeordneten der insgesamt 120 Mitglieder umfassenden California State Legislature die gegen den Senate Constitutional Amendment No. 8 stimmten, welcher das Frauenwahlrecht in Kalifornien einführte.
Lynch starb nach mehrmonatiger schwerer Krankheit Ende 1912 in seinem Haus bei Sacramento.